# Günter Hepe
Günter Hepe (* 1937 in Amsterdam) ist ein deutsch-niederländischer Kunsthistoriker und Galerist.

## Leben
Nach dem Zweiten Weltkrieg studierte Hepe in Amsterdam Kunstgeschichte und eröffnete eine Galerie, die sich insbesondere mit außereuropäischer Kunst befasste. Er knüpfte damit gezielt an die Tradition der durch den Nationalsozialismus verfolgten und unterbrochenen Klassischen Moderne an und wollte dieser im nördlichen Mitteleuropa neue Impulse geben. In den frühen 1970er Jahren zog Hepe nach Berlin und gründete dort die erste auf afrikanische und ozeanische Kunst spezialisierte Galerie. Von dieser Galerie mit dem niederländischen Namen Van Alom („Von überall her“) gingen entscheidende Impulse auf den Westberliner und Westdeutschen Kunstmarkt über, aber auch auf die museale Ausstellungspraxis.
Im Laufe der Jahrzehnte wechselte die Galerie mehrmals ihren Standort von Berlin-Schöneberg nach Charlottenburg und schließlich in unmittelbare Nähe der Museumsinsel in Berlin-Mitte. Im Jahr 2006 schloss die Galerie in der Anna-Louisa-Karsch-Straße ihre Pforten, da Hepe lebensbedrohlich erkrankt war und die Ärzte mit seinem baldigen Tod rechneten. Nach seiner Genesung in den folgenden Jahren pflegt Hepe weiterhin Kontakte mit Galeristen, Museumsleuten, Händlern, Sammlern und Forschern im In- und Ausland. Er ist seitdem beratend beim Aufbau und bei der Rezeption musealer und privater Sammlungen tätig. Ein Beispiel dafür ist die Ausstellung „Die Entdeckung des Individuums“ (2016/17) in der Lutherstadt Wittenberg, in der einige zentrale Werke ursprünglich aus Hepes Sammlung stammten.

## Kooperationen
Zu den engen Kooperationspartnern und Vertrauten Hepes zählte der Galerist Rudolf Springer, dem Hepe über viele Jahre beratend zur Seite stand. Vielfach kam es zu Kontakten mit dem Ethnologischen Museum in Berlin; auch der Kunstsammler und Museumsgründer Heinz Berggruen war häufiger Gast in Berlin-Mitte und suchte Rat in Bezug auf afrikanische Kunst. Gleichzeitig wurde die Galerie Van Alom zu einem Forum für Künstler mehrerer Generationen, wie Thuur Camps, Udo Nöger, Ottavio Giacomazzi, Simone Kornfeld oder Friedrich Schröder-Sonnenstern, mit denen Hepe auch eine persönliche Freundschaft verband. Hepe war beratend bei den Dreharbeiten zu dem Film F for Fake von Orson Welles (1973) tätig, steuerte aus seiner Galerie Requisiten bei und spielte selbst als Statist mit.